# Nossa Senhora da Luz (Maio)
Nossa Senhora da Luz é uma freguesia de Cabo Verde. Pertence ao concelho e ilha do Maio. A sua área coincide com a Paróquia de Nossa Senhora da Luz, e o feriado religioso é celabrado a 8 de setembro, dia de Nossa Senhora da Luz.